# 女性護身術
女性護身術（じょせいごしんじゅつ、英: Feminist Self Defense）とは、主に欧米の女性達によって開発された女性と子供向けの護身術である。
強姦、ドメスティックバイオレンス、性的虐待などの暴力に対抗することを目的としている。

## 歴史
1970年代からのフェミニズムを初めとした女性運動の高まりにより、女性に対する暴力の問題が注目されるようになり、女性への暴力、強姦や性暴力を受けた女性の被害が調査・研究された。
その結果、女性の多くが夫や恋人によって殺害されていることや、強姦の加害者はほとんどの場合で顔見知りであること、強姦は暴力が伴わない場合が多いこと、 強姦の多くが衝動的ではなく計画的におこなわれていることなどの事実が判明した。
そうした女性への暴力に対抗するため、初の性暴力被害者女性のシェルターと電話相談が、1970年代にヨーロッパと北アメリカに設けられた。しかし、フェミニスト達は暴力を受けた女性達をシェルターで受け入れるだけでは不十分だと考え、女性が犠牲者にならないようにするため、ボクシングや柔道の技を基本に持つ、女性護身術が生まれた。
具体的には、1972年には米国で空手をもとにしたモデル・マギングがマット･トーマスによって作られ、同年にカナダのペイジ一家によって空手と柔道をもとにしたウェンドーが作られた。1989年にはキッドパワーがアイリーン・ヴァンデルザンデによって作られている。女性護身術は米国の様々なマスメディアで取り上げられるようになり欧米を中心に普及していった。
これらの女性護身術は、初期の段階では空手や合気道といった日本の武道を元にして作られたが、後には独自の技術を発展させていった。
現代では、2019年に国際キフ機構（KIF）が活動事業の一環として発足した「ガーディアン・ガールズ」が、女性護身術を世界各国で発展。2024年には、KIFの下部組織の国際NGO団体「ガーディアン・ガールズ・インターナショナル」が統括運営し、国連機関、国際競技連盟などと提携し、15カ国以上で発足。日本の武道や武術の技術を取り入れた女性護身術を、女性を対象に、女性が指導している。

### 日本での普及
日本においては、なぎなたや合気道といった伝統的な武道が、女性が習う護身術として古くから親しまれているが、性暴力への対処を目的とした護身術は存在しなかった。そうした状況の中、2002年にインパクトとウェンドーが、2004年にSelf Defense from inside-outが、アメリカおよびカナダから日本に導入され、2007年には国産初の女性護身術であるパラベラムが作られている。また、2012年にはキッドパワーの日本人インストラクターがパラベラムにより養成されている。
2023年に、キフジャパンが国内統括する「ガーディアン・ガールズ・ジャパン」事業の一環で、福岡市内にてガーディアン・ガールズ・インターナショナル・世界空手連盟・国連人口基金共催「ガーディアン・ガールズ・空手」プロジェクトが、在福岡米国領事館の施設で発足。
2024年に、東京都内にて、「ガーディアン・ガールズ・ジャパン」事業の一環として、キフジャパン・TELLジャパン主催「ガーディアン・ガールズ・合気道」プロジェクトが、清泉インターナショナルスクールにて発足。合気会と国際合気道連盟が協力。都内の女性を対象に、女性護身術セミナーが開かれた。

## 特徴
現在でも多くの人が、屋外で見知らぬから人物から強姦されることが「本当の強姦」で、それ以外は見当しないという誤解を持っているため、男性が作った武道や護身術では「暗い夜道で怪しい男に突然襲われた場合」といった見ず知らずの他人からの暴力を受けた場合を想定している。しかし、前述のように、強姦や女性への暴力の多くが、夫、恋人、友人や知人といった親しい顔見知りから行われていることを踏まえて、女性護身術では顔見知りからの暴力に対抗するための方法を重視している。また、暴力におけるジェンダーの影響を念頭に置き、一般的な護身術では考慮されていない、セクシュアルハラスメント、ドメスティックバイオレンス、デート･レイプや夫婦間レイプなどの性的暴力に対応することを重視している。
こうした想定の違いから、一般的な護身術とは異なり、女性護身術では、加害者よりも体を強くして撃退するのではなく、心理学の応用や基礎体力の向上によって対抗することを重視している。なぜならば、多くの場合において、護身術を必要としている人々は、体格や年齢、金銭的・時間的な余裕が無いなどの様々な理由により、加害者より肉体的に強くなる事が難しい場合が多いため、被害者が加害者を肉体的な強さで上回ろうとする試みは非現実的である。そもそも、前述の通り強姦などの女性への暴力の多くが、夫、恋人、友人・知人、家族・親族といった親しい顔見知りによって行われていること、そうした顔見知りによる強姦や性的暴力の多くは、加害者が女性を殴打したり武器で脅すのではなく、社会的な上下関係、経済的な環境、薬物やアルコールの使用などによって強姦に及ぶ事が解っているため、加害者よりも肉体的に強くなっただけでは効果的に身を守ることが難しい。
具体的には、女性は親しい顔見知りから強姦された場合には、加害者を憎む気持ちよりも庇う気持ちを持ったり、それ以降の加害者との関係性を考慮して、通報を躊躇うことが指摘されている。このように通報すら躊躇う事情を考慮する必要がある。

### 心理的な強さ
女性護身術で言われる、精神的・心理的な強さとは、肉体的な痛みや苦しみに耐える根性や忍耐力といったものではなく、自尊心や意思表明などを高め、パーソナルスペース（身体的・心理的な自分にとって許せる範囲と、そうでない範囲）を確立し強化することにある。境界線には個人差があり、育った環境、文化的要素、人種的背景、性格、その時の気分などが影響を及ぼす。
これらを強化することによって、他人の必要や要求を満たす前に、まず自分自身の安全や自由を尊重する態度を身につけることで、他者との対等で健全な人間関係を築くことを示している。具体的には、子供が虐待の加害者に対して言いなりにならずに加害者に立ち向かうことや、女性と加害者が夫婦や恋人関係にあったとしても2人が別々の尊重されるべき人格を持つ人間であることを主張する、といった態度や行動を指す。このような「心理的な強さ」によって、暴力を予防することが女性護身術では重視されている。
また男性であれば自立した個人としては当たり前とも言えるこうした行動を、女性が取った場合には時に社会から（男性からだけでなく女性からも）「我が儘な女だ」、「冷たい女だ」といった反発がある。そうした反発に抵抗するための心理的な強さも示している。
そもそも、女性への肉体的な暴力は、女性を見下した価値観が含まれていたり、女性に対して搾取的・権威的であったりするような不健全な人間関係が存在している場合において発生しやすい。
ドメスティックバイオレンスにおいても男性加害者は、自分の妻や彼女は「自分の物」であり女性とは「男性の欲求を満たすことに専念する」存在で、女性自身の欲求は一切持っていない存在だと考えている。このような加害者の標的にされないためには、女性の「心理的な強さ」及び健康が重要になる。

### 女性向け護身術との違い
世間で言われている「女性向け護身術」と、本項で解説している「女性護身術」は、どちらも女性が自己防衛するために作られているものだが、その内容は大きく異なる。「女性向け護身術」においては、女性は体力面では男性に劣るため、武道や格闘技の簡単な技を教えるに留まる。
一方、女性護身術では、格闘の技術だけを指導するのではなく、性暴力の実態や危険な男性の見分け方から、言葉や態度によって暴力に対抗する方法、女性をエンパワーメントして精神的な強さを身につける指導が行われている。そのため、女性護身術のインストラクターには、格闘についてだけではなく、性暴力の実態に関する知識、女性学およびジェンダーに関する知識をはじめ、性暴力被害を受けた場合に必要な医療や法律に関する知識も必要となる。

## 評価
女性護身術の効果について、バートルによるレビューによると、護身術などによる「強い抵抗」には性犯罪を減らす効果がある事が確かめられている。ディー=ベッカーは「危険信号に気付く訓練」として高く評価しており、そのほかにも、欧米を中心として、様々な研究や調査、専門家によって受講者の自己防衛力を向上させる効果が確認されている。犯罪心理学においては護身術が性犯罪を減らす効果が確かめられている。
一方で女性護身術の有効性について批判する専門家も存在しており、サンフォード・ストロングは「"女性のための護身術"のたぐいは、実際に効果のないものがほとんどであるうえ、ちょっと練習すれば使えるかのような印象を与えることもあり、かえって危険であると言わざるを得ません」としている。サンフォードは、女性護身術が男性に対して指導されていない事実を踏まえ「男性にとって役に立たない方法は女性にも役に立たない」として、女性護身術に特有の格闘技術を批判している。